# 及宦
及宦（1486年—1550年），字士顯，號二河，直隸河间府交河縣人。明朝政治人物。

## 生平
正德九年（1514年）甲戌科進士，十二年除兵科給事中，歷工科右给事中，嘉靖元年（1522年）六月升兵科左，同监察御史俞集奉命查盘大同、宣府钱粮，後出任寧國知府，嘉靖五年（1526年）以事调懷慶知府，以父丧归，终制，补鳳陽知府。十一年九月遷浙江按察使司海道副使，嘉靖十五年（1536年），调任陕西西宁兵备副使。嘉靖十六年，他与总督刘天和等修葺防御边城。因为他与易瓒同为河间府人，并先后担任西宁兵备副使，当时人称“河间两贤”。十六年六月升陕西右参政，以母丧归，终制，补湖广，遷山西按察使，二十三年四月升山西右布政使，二十四年五月升光禄寺卿，九月升南京都察院右副都御史、提督操江，二十六年四月他官至戶部右侍郎，闰九月晋左侍郎，嘉靖廿九年因病辞职。回乡后，对他人多有资助。死后，乡亲为其在交河城里立乡贤祠。

## 墓葬
及宦墓位于现泊头市交河镇中学西南100米处，礼部尚书余继登曾为之撰墓表。文化大革命期间，及宦墓被红卫兵破坏，但当时打开密封层后，并没发现棺材以及尸体。1970年代平坟运动后，及氏墓群退耕。

## 家族
曾祖及升。祖父及琮。父及淮。母张氏，赠太淑人。
孫及朴，萬曆庚子舉人。